# Manoir de Marbeuf
Le manoir de Marbeuf est une demeure du XVIe siècle qui se dresse sur le territoire de la commune française de Sahurs, dans le département de la Seine-Maritime, en région Normandie. L'édifice est partiellement classé au titre des monuments historiques.

## Localisation
Le manoir est situé rue de Seine, dans la commune de Sahurs, dans le département français de la Seine-Maritime.

## Historique
Le manoir daté du XVIe siècle a été bâti vers 1525 par Louis de Brézé et son épouse Diane de Poitiers.
La chapelle est nommée Notre-Dame-de-la-Paix en 1637 et le pape Urbain VIII en fait un lieu de prière. Anne d'Autriche y fait un vœu en 1639 et offre une statue d'argent de 6 kg à la chapelle. Cette statue rejoint l'hôtel de la monnaie de Rouen en brumaire an II.

## Description
Le manoir est construit en pierres de Caumont et pan de bois.

## Protection
Le porche d'entrée et la chapelle sont classées au titre des monuments historiques par arrêté du 7 mai 1945.

## Pour approfondir